# Кириченко Євдокія Антонівна
Євдокія Антонівна Кириченко (нар. 1906, село Дмитрівка Золотоніського повіту Полтавської губернії, тепер Золотоніського району Черкаської області — ?) — українська радянська діячка, доярка колгоспу «Більшовик» Золотоніського району Черкаської області. Герой Соціалістичної Праці (8.02.1954). Депутат Верховної Ради СРСР 4-го скликання.

## Життєпис
Народилася в селянській родині.
З 1930-х років — доярка колгоспу «Більшовик» села Дмитрівки Золотоніського району Полтавської (з 1954 року — Черкаської) області.
Звання Героя Соціалістичної Праці присвоєно Євдокії Кириченко Указом Президії Верховної Ради СРСР від 8 лютого 1954 року за досягнення високих показників у тваринництві в 1952 році при виконанні колгоспом обов'язкових поставок і контрактації сільськогосподарської продукції, натуроплати за роботу МТС і плану приросту поголів'я по кожному виду продуктивної худоби: одержала від 8 корів по 6558 кг молока з вмістом 267 кг молочного жиру в середньому від корови за рік.
На 1958 рік — завідувачка молочнотоварної ферми колгоспу «Більшовик» села Дмитрівки Золотоніського району Черкаської області.
Потім — на пенсії в селі Дмитрівці Золотоніського району Черкаської області.

## Нагороди
- Герой Соціалістичної Праці (8.02.1954)
- два ордени Леніна (8.02.1954, 11.03.1976)
- орден Трудового Червоного Прапора (26.02.1958)
- ордени
- медалі